# Bufalaga hirsuta

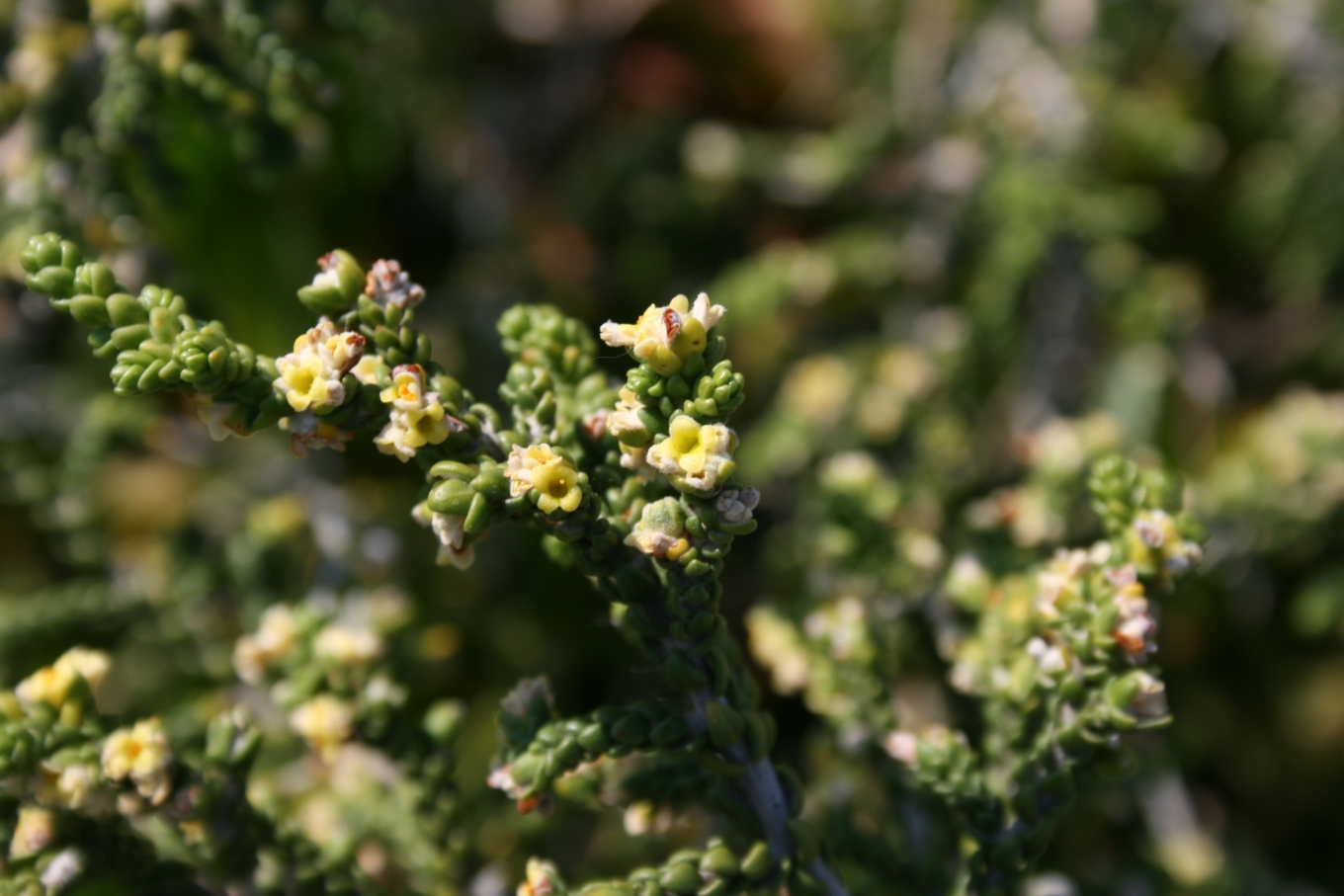
Flors fotografiades a Còrsega

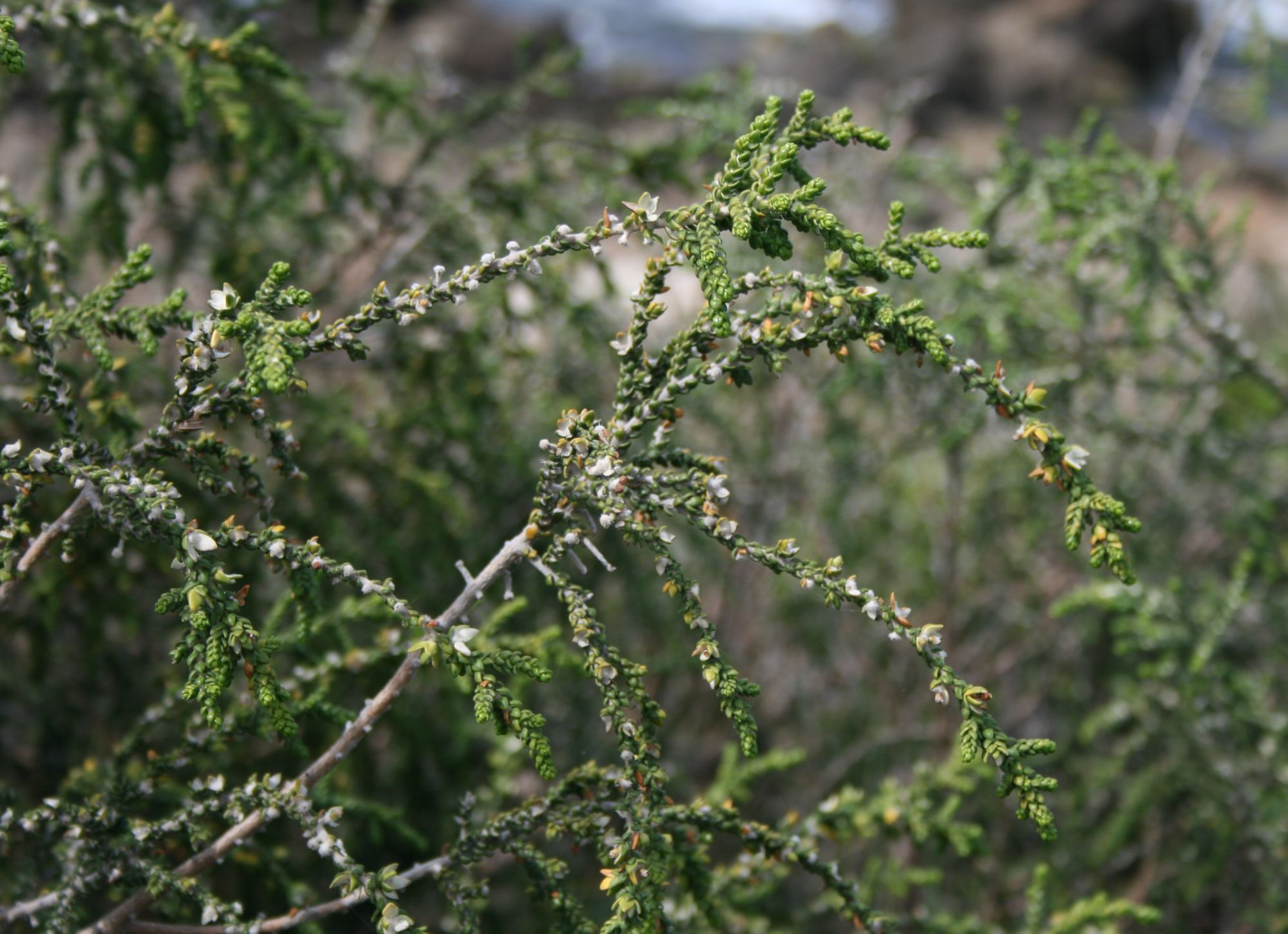
Exemplar fotografiat a la província de Crotona (Calàbria, Itàlia)

La bufalaga hirsuta, pala/palma marina o palmerina (Thymelaea hirsuta) és una espècie de planta pertanyent a la família de les timeleàcies.

## Etimologia
Del grec thymeláia = planta de baies laxants (mot compost de thýmos = farigola i eláia = olivera) i del llatí hirsuta = eriçada de pèls.

## Descripció
- Arbust baix (de 0,40 m a poc més d'1 m).
- Molt ramificat, amb les branques arquejades i pèndules i les més joves amb un toment blanquinós.
- Fulles petites de 2 a 4 mm de llargària, bastant gruixudes, còncaves (en forma de cullera), molt tormentoses per l'anvers i verdes pel revers. Es disposen imbricades i acostades a les branques.
- Flors grogoses, de vegades hermafrodites i sovint unisexuals. Les femelles amb pistil i sense estams i les masculines amb 8 estams i un pistil rudimentari. Són molt menudes, amb el periant de 4 o 5 mm i reunides en grupets de 2 a 5. Floreix de l'octubre fa l'abril.
- Fruit en núcula ovoide, sense pèls, inclòs dins el calze persistent.[3]

## Hàbitat
Es troba en el domini de les màquies litorals (platges i arenys litorals), als erms interiors de les contrades mediterrànies molt eixutes i a l'espinar d'arçot i margalló (com ara, a Alacant).

## Distribució geogràfica
Viu a tot el litoral dels Països Catalans: des del Rosselló fins al Baix Segura i les illes Balears, encara que és rara en algunes comarques (com ara, el Maresme). També es troba a l'Àfrica del Nord i a la costa mediterrània de la península Ibèrica fins a Cadis i l'Algarve.

## Toxicitat
Conté substàncies altament tòxiques (i potencialment cancerígenes) car un simple contacte amb elles a la pell o les membranes mucoses pot causar una reacció inflamatòria intensa.